# Операція «Матліт»
Операція «Матліт» (англ. Operation Martlet), а також Операція «Донтлес» (англ. Operation Dauntless) — допоміжна наступальна операція британських військ, що була проведена двома піхотними дивізіями — 49-ю та 50-ю — з метою підтримки головних сил, що наступали за планом операції «Епсом», у ході битви за місто Кан. Операція відбувалася в період з 25 червня по 1 липня 1944 року. Британські дивізії атакували в напрямку на Жувіньї-сюр-Сель, Нуає-Бокаж та Ванд, намагаючись захопити узвишшя Роре на правому фланзі ударного угруповання XXX британського корпусу і в такий спосіб не допустити флангового удару вермахту.
Із самого початку операція не набула успіху, через те, що цілі визначені дивізіям на 25 червня, не були досягнуті. Британський удар припав на стик між 12-ю танковою дивізією СС «Гітлерюгенд» і танковою дивізією «Лер», яких підтримували вогнем по наземних цілях 88-мм зенітні гармати III корпусу ППО. В результаті бойові дії перетворилися на серію запеклих поодиноких боїв між британцями та німцями. 1 липня 1944 року битва закінчилася, коли підрозділи 49-ї дивізії піддалися потужній атаці бойової групи зі складу 2-ї танкової дивізії СС й були змушені відступити.

## Історія

### Передумови
18 червня 1944 року командувач 21-ю групою армій союзників генерал Бернард Монтгомері видав командувачу 2-ї британської армії лейтенант-генералу Майлзу Демпсі розпорядження розпочати підготовку до нового наступу з метою захоплення Кана. За планом операції «Епсом» через чотири дні I та XXX корпуси мали атакувати на захід від Кана, перш ніж 22 червня VIII корпус не завдасть головного удару з плацдарму на річці Орн, у загальному напрямку на схід від Кана.
За день до початку операції «Епсом» вступав у дію план операції «Матліт», за яким 49-та (Вестрайдська) піхотна дивізія з 8-ю бронетанковою бригадою починала наступ, маючи за мету захопити висоти Роре південно-західніше плацдарму та в такий спосіб забезпечити правий фланг VIII корпусу.

### Битва

#### 25 червня
О 4:15 25 червня 49-та (Вестрайдська) піхотна дивізія за підтримки 8-ї бронетанкової бригади та артилерійського вогню 250 гармат розпочала операцію «Матліт», завдавши удару на стику танкової дивізії «Лер» та 12-ї танкової дивізій СС. О 5 години ранку артилерійський загороджувальний вогонь почав переміщуватися вперед, услід за ним в атаку перейшли піхотні підрозділи 49-ї дивізії. Відразу зав'язався бій за перший визначений на напрямку наступ дивізії об'єкт — муніципалітет Фонтене-ле-Пенель, який точився протягом усього дня. Атака британських військ відбувалася в умовах густого туману та обмеженої видимості. Долаючи опір солдатів вермахту та Ваффен-СС британська піхота за підтримки танків вийшла до рубежу «Баракуда» поздовж дороги Фонтене-Тессель-Бреттвіль, але незабаром підрозділи 26-го панцергренадерського полку СС зупинили подальше просування 146-ї британської піхотної бригади.
На лівому фланзі, у смузі наступу 147-ї піхотної бригади, англійці прорвалися попри вогонь снайперів та кулеметників на околицю Фонтене, де зав'язалися вуличні бої, котрі періодично переходили в рукопашні сутички. До настання ночі до селища прорвалися бійці 1/7 полку герцога Веллінгтонського, а німці спрямували на загрозливий напрямок свій резерв. Запеклі рукопашні бої тривали в селі всю ніч.
Увечері 49-та дивізія так і не змогла опанувати узвишшя Роре, закріпившись на рубежі, що знаходився у півтора кілометра на південний захід від Фонтене та взгір'я, яке нависало над правим флангом VIII корпусу й перебувало під контролем противника. На західному фланзі XXX Корпусу 50-ій дивізії вдалося просунутися лише на невелику відстань на південь від Тії-сюр-Сель. Німецьке командування перемістило свої резерви, що були у смузі наступу VIII корпусу, західніше, щоб посилити свої сили, на які наступали головні сили XXX корпусу, й який, як вважали німці, був головним напрямком британського наступу.

#### 26 червня
О 06:35 ранку 70-та піхотна та 8-ма бронетанкові бригади розпочали атаку на південь від Фонтене, о 7:30 ранку почалася операція «Епсом», що відбувалася далі на схід. Лівий фланг 49-ї дивізії, 1/7 полк герцога Веллінгтонського та танковий полк Шервудських рейджерів йоменів, атакував у напрямку до рубежу «Валрус», і о 9:30 здобув перший об'єкт — ферма Святого Миколая, приблизно у 800 метрах від вихідного рубежу. Німецький гарнізон, за підтримки танків, прихованих поруч, відбив атаку до 15:50, коли після двадцятихвилинного артилерійського нальоту у другій спробі британська піхота зайняла ферму та навколишні землі. Бої розгорнулися північніше Роре. Розвідувальний загін прорвався під час нічної атаки вперед до околиці села, але виявив, що, незважаючи на повітряну атаку винищувачів із ракетами протягом дня, село було повно німецької піхоти, а ліси поблизу переховувалися танки.
У центрі бойового порядку наступали 1-й Шотландський Тайнсайдський та 4/7 Королівський драгунський гвардійський полки на Ла-Гранде Ферме, правий фланг забезпечували 24-й уланський за сприяння 12-го моторизованого батальйону Королівського стрілецького корпусу 8-ї бронетанкової бригади, наступаючи в напрямку Тессель-Бреттевіль. Атака розпочалася з нетривалої артилерійської підтримки, оскільки значна частина артилерійських підрозділів, яка була доступна 25 червня, повернулася до підтримки VIII корпусу. Німецькі підрозділи негайно відкрили вогонь у відповідь з танків і прихованих кулеметних гнізд, змусивши піхоту ховатися від щільного вогню. Ситуація ускладнилася, коли по піхоті, що залегла, відкрили вогонь німецькі міномети «Небельверфери». В результаті бою підрозділам 12-го батальйону вдалося переправитися через струмок ле Бордел Ро опівдні, але вони були відбити назад, шість танків драгунської гвардії були підбиті при атаці на ферму. О 16:00 основні сили піхоти, за винятком невеликих сил, які закріпилися поблизу ферми, були відведені на 5 км до Ле-О'дріу.
12-й моторизований батальйон, озброєний в основному напівтраками М3 та бронетранспортерами «Універсал», провів напад у напрямку на Тессель-Бреттельвіль, коли «Шермани» 24-го уланського полку рухалися повз східну сторону тессельського лісу. Дві «Пантери» контратакували передовий підрозділ, один «Шерман» був уражений і згорів. Атакуючі сили дісталися до західного кінця села, але врешті були змушені відійти до тессельського лісу, прикриваючись димовою завісою, через великі втрати в танках та інших транспортних засобах. Вночі на посилення оборони танкової дивізії «Лер» поблизу Вендеса підійшли дві роти II батальйону, 192-го танково-гренадерського полку 21-ї танкової дивізії, яка залишалася в німецьких руках протягом тривалості операції.

#### 27 червня
О 7:00 ранку 27 червня піхота та танки Йоменського полку здійснили чергову спробу прорвати оборону 3-го батальйону 26-го панцергренадерського полку СС у напрямку Роре. Але німці фланговим вогнем з танків та 88-мм гармат підбили кілька британських танків та змусили решту відступити. О 11:00 ранку після короткої артилерійської підготовки, 11-й Королівський шотландський полк здійснив зухвалу атаку, однак наразився на щільний кулеметний та снайперський вогонь, що спричинило багато жертв. Опівдні сторони досягли перемир'я, щоб зібрати поранених на полі бою. О 14:00 атака відновилася та до 16:00 село було захоплено.

#### 28 червня
О 6:50 ранку чотири полки польової артилерії та армійська група Королівської артилерії відкрили вогонь на лівому фланзі британських військ. 10-й Даремський батальйон легкої піхоти та 4/7-ї драгунських гвардійців перейшли в наступ через позиції 11-го батальйону легкої піхоти у напрямку Роре, намагаючись прорватися до височини на південь від села, де цілий день тривали бої. З важкими боями під щільним німецьким кулеметним вогнем наступ продовжувався і до 2:30 ранку, коли батальйон увійшов у село.
Через тридцять хвилин тактична група «Вайдінгер» 2-ї танкової дивізії СС «Дас Райх» контратакувала британців на зайнятих позиціях. Посилена ротою важких танків «Пантера» тактична група вела затятий бій, прагнучи вибити противника з їхніх позицій у селі. До вечора німцям вдалося нарешті розбити ворога й відновити контроль над селом. Завдавши серйозних втрат британській 49-й дивізії тактична група «Вайдінгер» розчистила оперативний простір від Нуає-Бокаж для майбутнього контрнаступу II танкового корпусу СС проти VIII корпусу, що углибився східніше.

#### 29-30 червня
Погода вранці 29 червня була ясною, літаки союзників здійснили багато вильотів для підтримки наземних сил та провели розвідувальні польоти, за якими було встановлено, що багато німецьких підкріплень прямують до району Одона. Згодом розвідка виявила підготовку німецького II танкового корпусу СС до контрнаступу на південь від позицій 49-ї дивізії, по обидві сторони річки Одон між Квідевілем та Евресі. Головний удар завдавався по виступу, що утворився внаслідок наступу VIII корпусу. XXX британський корпус надавав артилерійську підтримку VIII корпусу і готувався захищати рубежі навколо Роре. У подальшому війська 49-ї дивізії перебували в обороні. О 6:00 30 червня 11-й батальйон легкої піхоти був замінений на 4-й батальйон Лінкольнширського полку.
Формування дивізії продовжували закріплятися на позиціях, захоплених у ході операції. Три артилерійські полки дивізії, танкові та протитанкові підрозділи проводилися фортифікаційне обладнання своїх рубежів. Одночасно велася військова розвідка, завдяки якій було виявлено зосередження значних танкових угруповань противника, на якого було скинуто 1300 тонн авіаційних бомб літаками Бомбардувального командування.

#### 1 липня
Вночі з 30 червня на 1 липня британські спостерігачі почули велику активність з боку німецьких військ та звук гусеничних транспортних засобів. 50-а дивізія продовжувала свої атаки на південний захід від Тії-ла-Кампань і двічі захоплювала Отто-ле-Баг. На відстані 6,4 км на захід був захоплений Лонгрей.
Німці запланували велику нічну контратаку проти виступу VIII корпусу силами тактичної групи «Вайдінгер» та 9-ї танкової дивізії СС на 3:00 ранку 1 липня, але командир дивізії СС-оберштурмбанфюрер Войт був поранений артилерійським вогнем і не зміг вчасно віддати наказ про атаку. Початок наступу був перенесений на 6:00.
Опівночі по британських позиціях розпочався обстріл з німецьких мінометів та артилерії. О 6:00 ранку група «Вайдінгер» з полками 9-ї есесівської танкової дивізії почали рух під прикриттям димової завіси у напрямку до ферми де Сігоньє, на південь від ле О дю Бок (фр. le Haut du Bosq). 24-й уланський полк та дивізійна артилерія відкрили вогонь по німецьких танково-піхотних групах, коли вони вийшли з димового екрану близько 6:45 ранку.
Місцевість навколо Нуає була типовою для бокажа з невеликими полями, садами, високими загородженими живоплотами та затонулими дорогами, але підступи до Ше були відкритими. Як тільки німецькі танки та піхоти вийшли з бокажа, британці відповіли протитанковим вогнем з замаскованих позицій. Невдовзі німецький вогонь по протитанкових позиціях став більш влучним, британські гармати постійно знищувалися. Німецька артилерія чергуючи фугасні снаряди з димовими максимально забезпечувала прикриття своїх танків від протитанкового вогню противника. Смуга за смугою «есесівські» танкісти нищили британські позиції, а потім рухалися вперед за підтримки піхоти. Тоді посилила інтенсивність обстрілу британська польова артилерія, змусивши німецькі танки та піхоту відступити назад та шукати укриття, у відповідь німецька артилерія розпочала контрбатарейну стрільбу.
До 11:00 британські передові позиції були охоплені з двох боків противником. Контрнаступу протистояла лишень вогнева позиція 344-ї протитанкової батареї важких протитанкових гармат QF 17 pounder поблизу ле О дю Бок. Британські артилеристи вели вогонь практично впритул. Спалахнув танковий бій між німецькими та британські танковими підрозділами, шість німецьких танків було підбито, а наступ було зупинено.
У другій половині дня артилерійський спостерігач у замку Белевал побачив, як німецькі танки зосереджуються у лісочку, і викликав артилерійський вогонь. Усі гармати трьох дивізійних артилерійських полків та всі артилерійські системи середньої й важкої артилерії VIII корпусу (240 польових, 16 середніх та 16 важких гармат), та незабаром і артилерія XXX корпусу (96 польових, 64 середніх та 16 важких гармат) обрушили колосальний вогонь по німецькому угрупованню, що перебувало у стадії формування. Пізніше того ж дня британські війська за підтримки вогнеметних танків «Крокодил» знову зайняли передню лінію оборони. На позиціях спалахнули запеклі бої, що тривали до кінця дня з перемінним успіхом.